# حساب إيداع

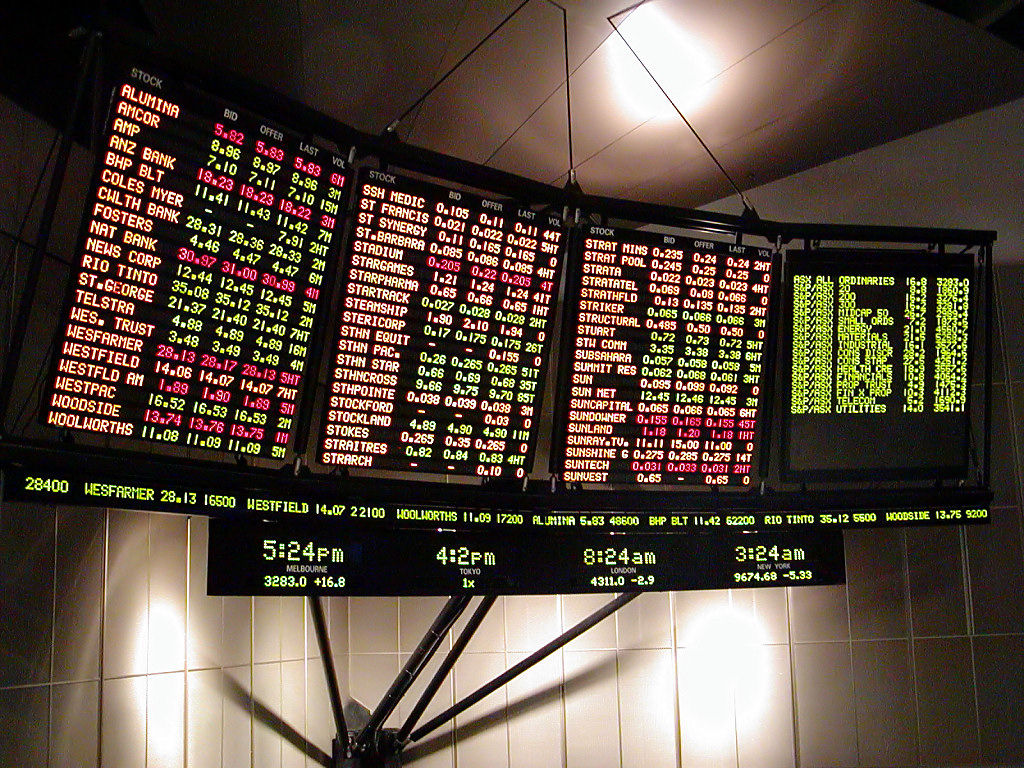

حساب  هو حساب مصرفي تحتفظ به مؤسسة مالية حيث يمكن للعميل إيداع الأموال ويمكن سحبها. يمكن أن تكون حسابات الودائع حسابات توفير أو حسابات جارية أو العديد من الحسابات المصرفية الأخرى.
تُسجل المعاملات في حسابات الودائع في دفاتر البنك، ويُسجل الرصيد الناتج التزامًا من البنك ويمثل مبلغًا مستحقًا من البنك على العميل. وايضا قد تفرض بعض البنوك رسومًا على هذه الخدمة، بينما قد يدفع البعض الآخر فائدة العميل على رصيد الحساب.1046909077

## أنواع رئيسية
- حسابات المعاملات، والمعروفة باسم «الحسابات الجارية» في الكومنولث و «الحسابات الجارية» في الولايات المتحدة

حساب إيداع لغرض توفير الوصول المتكرر للأموال عند الطلب بشكل آمن وسريع من خلال مختلف القنوات المختلفة. نظرًا ان الأموال المتوفرة عند الطلب، يُشار إلى هذه الحسابات أيضًا باسم «حسابات الطلب» أو «حسابات الإيداع عند الطلب»، باستثناء حالة حسابات NOW ، وهي حسابات تدقيق نادرة جدا تتطلب إشعارًا لمدة سبعة أيام قبل عمليات السحب.
- حساب العلامة نقدى

حساب وديعة يدفع فائدة بمعدلات سوق المال، والتي لا تتطلب إشعارًا أو إشعارًا قصيرًا جدًا لعمليات السحب. في الولايات المتحدة، فهي تشبه فحص الحسابات من حيث أنها توفر امتيازات كتابة الشيكات والوصول الفوري ولكنها تخضع لنفس اللوائح مثل حسابات التوفير، بما في ذلك حدود المعاملات الشهرية.
- حساب التوفير

الحسابات التي تحتفظ بها بنوك التجزئة التي تدفع الفائدة ولكن ليس من الممكن استخدامها بطريقة مباشرة كأموال (على سبيل المثال، عن طريق كتابة شيك أو استخدام بطاقة خصم في نقطة بيع)، على الرغم من أنه يمكن سحب النقود من هذه الحسابات في ماكينة الصراف الآلي. على الرغم من أنها ليست ملائمة للاستخدام مثل فحص الحسابات، إلا أن هذه الحسابات تقدم بشكل عام للمستهلكين معدل فائدة أعلى من حساب المعاملات وعادة ما يُربط بحساب المعاملات.
- وديعة لأجل، تُعرف أيضًا بشهادة إيداع في الولايات المتحدة

والوديعة نقدية في مؤسسة مصرفية لا يمكن سحبها لفترة محددة أو فترة زمنية محددة سلفًا، وسوف تسبب فرض عقوبات على عمليات السحب قبل تاريخ معين. عند انتهاء المدة، يمكن أيضا سحبها أو تمديدها لفترة أخرى. بشكل عام، كلما زادت المدة، ارتفع سعر الفائدة الذي يقدمه البنك.
- إيداع تحت الطلب

حساب إيداع يسمح بسحب الأموال دون اسخدام عقوبة ولكنه يتطلب حدًا أدنى أعلى للرصيد لكسب الفائدة.
- حساب مسح

حساب إيداع تُحول فيه المبالغ التي تزيد عن رصيد معين تلقائيًا إلى حساب آخر وفقًا لمجموعة من الامور الترتيبات المحددة مسبقًا.

## كيف تعمل الخدمات المصرفية
في الأعمال المصرفية، تعني الأفعال «الإيداع» و «السحب» أن العميل يدفع المال في حساب ويأخذه من الحساب على التوالي. من وجهة نظر المحاسبة القانونية والمالية، تستخدم الصناعة المصرفية الاسم «وديعة» في البيانات المالية لوصف المسؤولية المستحقة للبنك على المودع، وليس الأموال التي يحتفظ بها البنك نتيجة للإيداع، والتي تظهر كأصول للبنك.
مع مراعاة القيود التي تفرضها شروط وأحكام الحساب، يحتفظ صاحب الحساب (العميل) بالحق في إعادة الأموال المودعة عند الطلب. قد تحدد الشروط والأحكام الطرق التي يمكن للعميل من خلالها نقل الأموال إلى أو خارج الحساب، على سبيل المثال، عن طريق الشيكات أو الخدمات المصرفية عبر الإنترنت أو EFTPOS أو القنوات الأخرى.
على سبيل المثال، يقوم المودع الذي يودع 100 دولار نقدًا في حساب قيد الفحص في أحد البنوك في الولايات المتحدة بتسليم حق قانوني لـ 100 دولار نقدًا، والذي يصبح أحد أصول البنك. [بحاجة لمصدر] في دفاتر البنك، يدين البنك حسابه النقدي مقابل 100 دولار نقدًا، ويضيف إلى حساب التزام «الودائع» مبلغًا متساويًا. (انظر نظام مسك الدفاتر مزدوج القيد.)
في البيانات المالية للبنك، ستُعرَض 100 دولار بالعملة في الميزانية العمومية كأصل للبنك وسيظهر حساب الودائع كالتزام مستحق على البنك لعملائه. يعكس البيان المالي للبنك الجوهر الاقتصادي للمعاملة، وهو أن البنك قد اقترض 100 دولار من عميلة والتزم بموجب العقد بموجب العقد بسداد العميل وفقًا لشروط الاتفاقية. يمكن الاحتفاظ بهذه الأموال الاحتياطية «المادية» كودائع في البنك المركزي ذي الصلة وستتلقى فائدة وفقًا للسياسة النقدية.
عادة، لن يحتفظ البنك بالمبلغ الإجمالي كاحتياطي، ولكنه سيقرض معظم الأموال لعملاء آخرين، في عملية تعرف باسم الخدمات المصرفية الاحتياطية الجزئية. وهذا يسمح لمقدمي الخدمات لكسب الفائدة على الأصل وبالتالي دفع الفائدة على الودائع.
من خلال نقل ملكية الودائع من طرف إلى آخر، يمكن للبنوك تجنب استخدام النقد المادي كطريقة للدفع. تمثل الودائع المصرفية التجارية معظم المعروض النقدي المستخدم اليوم. على سبيل المثال، إذا قدم بنك في الولايات المتحدة قرضًا إلى أحد العملاء عن طريق إيداع حصيلة القرض في حساب التحقق الخاصة بالعميل، فسيقوم البنك عادةً بتسجيل هذا الامرعن طريق الخصم من حساب أصل في دفاتر البنك (تسمى القروض المستحقة أو اسم مشابه) وتقيد مسؤولية الإيداع أو التحقق من حساب العميل على دفاتر البنك. من الناحية الاقتصادية، أنشأ البنك بشكل أساسي أموالًا اقتصادية (على الرغم من أنها ليست مناقصة قانونية). لا يحتوي رصيد الحساب الجاري للعميل على فواتير بالدولار، حيث إن حساب الودائع تحت الطلب هو ببساطة مسؤولية مستحقة على البنك لعملائه. وبهذه الطريقة، يُسمح للبنوك التجارية بزيادة المعروض النقدي (بدون طباعة العملة).

## اللوائح
تعمل الخدمات المصرفية في ظل نظام معقد من العادات والاتفاقيات التي تُطور على مدى قرون عديدة. كما أنه يخضع عادةً للوائح القانونية، مثل متطلبات الاحتياطي التي تُطور للحد من مخاطر فشل البنك. وقد يكون الهدف منه أيضًا تقليل مدى خسائر المودعين في حالة فشل البنك.
و للتقليل من المخاطر التي يتعرض لها المودعون من فشل البنك، قد تؤمن بعض الودائع المصرفية من خلال نظام تأمين على الودائع، أو تكون محمية من خلال نظام ضمان حكومي.